# Amarpur (Tripura)
Amarpur es un pueblo y nagar Panchayat situado en el distrito de Tripura meridional en el estado de Tripura (India). Su población es de 10838 habitantes (2011). Se encuentra a 120 km de Agartala, la capital del estado.

## Demografía
Según el censo de 2011 la población de Amarpur era de 10838 habitantes, de los cuales 5471 eran hombres y 5367 eran mujeres. Amarpur tiene una tasa media de alfabetización del 94,19%, superior a la media estatal del 87,22%: la alfabetización masculina es del 95,81%, y la alfabetización femenina del 92,54%.